# Korsický průliv
Korsický průliv (francouzsky Canal de Corse, italsky Canale di Corsica) je průliv ve Středozemním moři, který spojuje Tyrhénské moře na jihu a Ligurské moře na severu. Odděluje severní část Korsiky zvanou Capicorsu od pobřeží Toskánska na Apeninském poloostrově. V průlivu se nachází tři z Toskánských ostrovů, a sice Elba, Capraia a Pianosa.